# Scirtothrips perseae
Scirtothrips perseae är en insektsart som beskrevs av Nakahara 1997. Scirtothrips perseae ingår i släktet Scirtothrips och familjen smaltripsar. Inga underarter finns listade i Catalogue of Life.